# Renaud Ier de Bourgogne

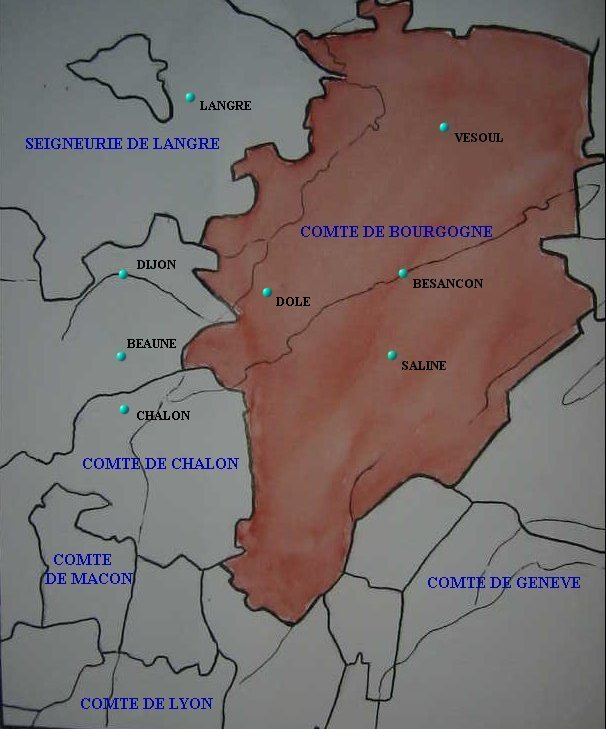
Comté de Bourgogne.

Renaud Ier de Bourgogne (986-1057) fut 2e comte de Bourgogne (1er comte palatin de Bourgogne) de la Maison d'Ivrée au XIe siècle. 

## Biographie
(mai 2017).
986 : naissance. Fils du Ier comte Otte-Guillaume de Bourgogne et d'Ermentrude de Roucy (fille de Renaud de Roucy, comte de Reims et seigneur de Roucy et d'Albérade de Lorraine, fille du duc Gislebert de Lotharingie et de Gerberge de Saxe). Adélaïde de Reims était l'héritière du comté de Mâcon par son premier mariage avec Aubry II de Mâcon († 982). 
995 : à l'âge de 20 ans, son père associe le frère aîné de Renaud de Bourgogne Guy Ier de Mâcon, né en 975, au pouvoir du comté de Bourgogne et du comté de Mâcon, en vue de sa succession. 
1002 : âgé de 27 ans, Guy Ier de Mâcon devient comte de Mâcon.
1004 : Guy Ier de Mâcon meurt à l'âge de 29 ans. Son fils Otton II de Mâcon lui succède au titre de Comte de Mâcon. Otte-Guillaume partage ses terres : son fils Renaud reçoit les comtés d'Amous, Varais et Portois; Otton, son petit-fils reçoit le Mâconnais et l’Escuens. Otte-Guillaume conserve ses droits sur les comtés de la Bourgogne franque (Beaumont, Fouvent et Oscheret). Les comtes de Bourgogne conserveront pendant longtemps de nombreuses terres ou suzerainetés sur des comtés situés dans le duché de Bourgogne.
1016 : Renaud épouse Adélaïde de Normandie (1002-1038), fille du duc Richard II de Normandie et de Judith de Bretagne.
1026 : Renaud Ier de Bourgogne succède, le 21 octobre 1026, à l'âge de 40 ans, au titre de comte de Bourgogne, à son père qui décède, et à son frère Guy décédé. 
L'exploitation des salines (mines de sel de Salins et de Lons-Montmorot) et le développement des routes commerciales à travers le Jura assurent la prospérité de la région.
1027 : Renaud Ier de Bourgogne est en guerre contre l’évêque-comte d'Auxerre, Hugues de Chalon. Celui-ci le fait prisonnier à Chalon. Renaud Ier est libéré par les troupes envoyées par son beau-père et menées par le futur duc Richard III de Normandie.
1032 : Rodolphe III de Bourgogne (dernier roi de Bourgogne) meurt sans postérité, le 6 septembre 1032. Il avait désigné son cousin l'empereur germanique Conrad II le Salique en tant qu'héritier. Son neveu Eudes II de Blois, fils de sa sœur aînée Berthe de Bourgogne, suscita contre Conrad le Salique, la révolte des féodaux et des prélats du royaume de Bourgogne. La guerre de succession de Bourgogne (1032-1034) ainsi entamée est soutenue par Renaud Ier de Bourgogne, le comte Gérold II de Genève, l'archevêque de Vienne, l'évêque de Saint-Jean-de-Maurienne, ainsi que l'archevêque de Lyon, Burchard II, fils bâtard de Conrad le Pacifique et demi-frère de Rodolphe III de Bourgogne.
Face à eux, Conrad le Salique a l'appui d'Héribert, archevêque de Milan, du marquis Boniface III de Toscane, d'Ermengarde, veuve de Rodolphe III, et d'Humbert de Maurienne, ancien conseiller et vassal de Rodolphe III — aujourd'hui, plus connu sous le nom d'Humbert aux Blanches Mains. 
Eudes II de Blois se fait couronner roi de Bourgogne à Lausanne, par ses partisans, mais en janvier 1033, l'empereur se fait aussi couronner à Bâle.
La révolte échoue et le royaume de Bourgogne doit rester dans l'empire. Afin d'échapper aux armées impériales, Renaud de Bourgogne se retire à Dijon, en Bourgogne ducale où il a conservé de nombreux appuis.
1034 : l'empereur germanique Conrad II le Salique prend possession du royaume de Bourgogne (en réalité du comté de Bourgogne) et reçoit le 1er août, l'hommage de ses nouveaux vassaux à Genève. 
Conrad II vassalise le comté de Bourgogne sur de nombreuses générations, au détriment du duché de Bourgogne et du royaume de France. 
1037 : Renaud Ier de Bourgogne et Eudes II de Blois continuent la lutte contre les troupes impériales menées par Gothelon Ier de Lotharingie et alliées, pour l'occasion, à celles du roi de France Henri Ier. Le 15 novembre, bataille de Hanol, entre Bar-le-Duc et Verdun. Mort de Eudes II de Blois. 
L'empereur Conrad II décide de lever les sentences contre ses adversaires d’hier. Renaud Ier de Bourgogne, chef de la coalition, reçoit, à Dijon, une ambassade de l’empereur, qui lui annonce les désirs de réconciliation de celui-ci. Renaud Ier de Bourgogne devient comte palatin (Pfalzgraf) de Bourgogne, titre donné dans l’administration impériale germanique, à ceux qui sont chargés d’administrer les terres et de rendre la justice au nom de l’empereur. Ses successeurs continueront à porter ce titre.
1038 : Conrad II transmet le royaume de Bourgogne à son fils Henri III. Il le fait couronner roi de Bourgogne à Soleure. Les grands, dont le comte Renaud et l’archevêque de Besançon Hugues Ier de Salins, sont présents à cette cérémonie et doivent prêter hommage à leur nouveau roi.
1039 : l'archevêque de Besançon, Hugues Ier de Salins, devient l'homme de confiance d'Henri III. L'empereur accorde alors une certaine autonomie franche et le droit de s'auto-administrer par son propre gouvernement au comté de Bourgogne. L'archevêque de Besançon est nommé chancelier et récompensé très largement pour sa totale et très dévouée collaboration.
1043 : Henri III vient à Besançon, pour se fiancer avec Agnès d'Aquitaine, nièce de Renaud Ier de Bourgogne, et fille du duc d’Aquitaine, Guillaume V d'Aquitaine. À cette occasion, l’archevêque de Besançon, Hugues Ier de Salins, obtient des droits régaliens sur la ville de Besançon (droits juridiques, politiques, fiscaux et économiques). Il est nommé prince de l’empire germanique (rang maximum avant empereur) et règne en souverain sur la cité, avec l'empereur et le pape Grégoire VII pour seuls supérieurs. Il échappe ainsi au pouvoir des comtes de Bourgogne.
1044 : Henri III continue à favoriser ceux qui ont soutenu son père. Il donne la ville de Montbéliard au comte Louis de Mousson. Renaud Ier de Bourgogne se révolte à nouveau contre l'empereur, allié au comte Gérold de Genève. Il assiège le château de Montbéliard, mais le comte Louis défait leurs troupes et maintient ainsi l’indépendance de Montbéliard vis-à-vis du comté de Bourgogne. Les deux comtes se soumettent l'année suivante à l'empereur.
1057 : en septembre, le comte Renaud disparaît à l'âge de 71 ans. Son fils Guillaume (1057-1087), lui succède. Il était déjà associé aux décisions comtales depuis plusieurs années, et assurait l’autorité sur le comté de Bourgogne en l’absence de son père. Renaud Ier de Bourgogne est inhumé en la cathédrale Saint-Étienne de Besançon, remplacée au XVIIIe siècle par la cathédrale St-Jean, où furent transférées les sépultures des comtes de Bourgogne (chapelle du Sacré-Cœur).

## Descendance
De son mariage avec Adélaïde de Normandie, Renaud Ier de Bourgogne a eu quatre fils et deux filles : 
- Guillaume Ier de Bourgogne dit le Grand ou Tête Hardie (1020-1087) qui lui succède comme comte de Bourgogne ; père notamment des comtes Renaud II et Étienne Ier, de Raymond de Castille, du pape Calixte II et de l'archevêque Hugues ;
- Gui de Brionne ou Gui de Bourgogne (v 1025-1069), élevé à la cour de Normandie, qui voulut succéder au duché de Normandie contre son cousin Guillaume de Normandie (futur Guillaume le Conquérant). Il dut se séparer de ses comtés de Brionne et de Vernon en Normandie, après avoir été à la tête de la coalition des barons de Normandie, qui fut défaite lors de la bataille du Val-ès-Dunes en 1047. Gui de Brionne trouva refuge auprès de son oncle Geoffroy II Martel[réf. nécessaire], comte d'Anjou. Au décès de Renaud Ier de Bourgogne, il tenta de ravir pendant une dizaine d'années le comté de Bourgogne à son frère Guillaume ;
- Hugues de Bourgogne, dit de Superalios (cité en 1037- v 1086), vicomte de Lons-le-Saunier, sire de Montmorot, de Navilly et de Scey, marié à Aldeberge de Scey. Ils eurent pour fils Thibert Ier de Montmorot, vicomte de Lons-le-Saunier (maison de Montmorot, alias de Montmoret) ;
- Foulques de Bourgogne, alias Foulques de Joux de Grandson (cité en 1060-1114) (d'après le chroniqueur Herman de Laon), marié à Alix de Roucy (v 1055-?) (maison de Grandson) ;
- Aubrée de Buonalbergo.

Renaud Ier de Bourgogne éleva par ailleurs à sa cour Robert de Nevers (1035-1098), dit "Le Bourguignon", fils de Renaud Ier de Nevers (1000-1040), son neveu. Robert de Nevers est à l'origine de la maison de Craon-Nevers. Son petit-fils Robert de Craon, dit Le Bourguignon également, succéda à Hugues de Payns en tant que second Maître de l'Ordre du Temple.